# Bozsok
Bozsok è un comune dell'Ungheria di 341 abitanti (dati 2015). È situato nella contea di Vas.